# Furtei
Furtei (en sardo: Futtèi) es un municipio de Italia de 1.652 habitantes en la provincia de Cerdeña del Sur, región de Cerdeña.

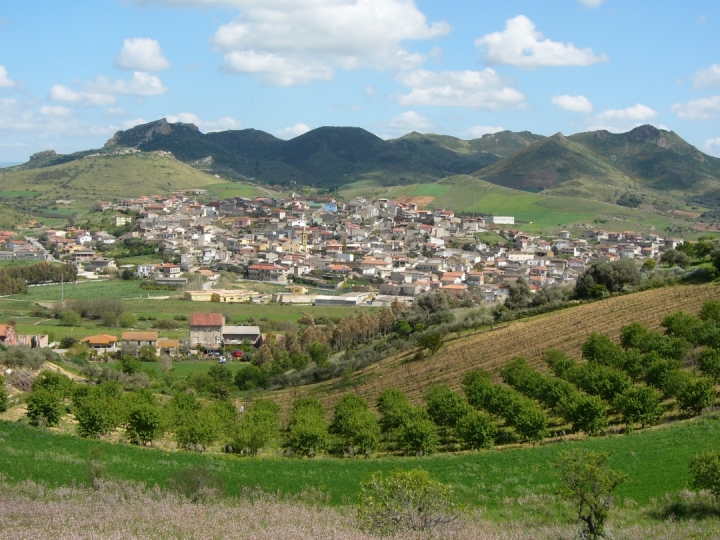
Localidad de Furtei.

## Lugares de interés
- Iglesia de San Biagio, del siglo XIII.
- Iglesia de San Narciso.
- Iglesia parroquial de Santa Bárbara, del siglo XIV.

## Evolución demográfica
| Gráfica de evolución demográfica de Furtei entre 1861 y 2001 |
|                                                              |
| Fuente ISTAT - Elaboración gráfica de Wikipedia              |